# Wilhelm Batz
Wilhelm Batz (Bamberg, 21 mei 1916 – Ebern, 11 september 1988) was een Duits gevechtspiloot uit de Tweede Wereldoorlog.
Hij schoot tussen 1943 en 1945 niet minder dan 237 vijandige vliegtuigen neer en was daarmee nummer 6 in de top 10 van meest succesvolle Duitse piloten. Alle overwinningen behaalde Batz op Russische vliegtuigen boven het oostfront. Batz zelf werd hierbij zestien keer neergeschoten en raakte acht keer zwaargewond.
Batz werd in april 1945 met het Ridderkruis van het IJzeren Kruis met Eikenloof en Zwaarden onderscheiden.
Naast een succesvol jachtpiloot was Batz ook een befaamd vlieginstructeur.

## Militaire loopbaan
- Fahnenjunker: 1935[2]
- Leutnant: 1 november 1940[2]
- Oberleutnant: 1942[2]
- Hauptmann: 1944[2]
- Major: 1944[2]

Bundeswehr
- Oberstleutnant:
- Oberst:

## Decoraties
- Ridderkruis van het IJzeren Kruis op 26 maart 1944 als Oberleutnant en Staffelkapitän van de 5./JG 52[3][2][4]
- Ridderkruis van het IJzeren Kruis met Eikenloof (nr.526) op 20 juli 1944 als Hauptmann en leider van de III./JG 52[3][2][4]
- Ridderkruis van het IJzeren Kruis met Eikenloof en Zwaarden (nr.145) op 21 april 1945 als Major en Gruppenkommandeur van de II./JG 52[3][5][6][2][4]
- IJzeren Kruis 1939, 1e Klasse (3 juli 1943) en 2e Klasse (24 april 1943)[7][2][4]
- Gewondeninsigne 1939 in zilver[2][4]en zwart
- Ehrenpokal der Luftwaffe op 14 november 1943[8][9]- 13 december 1943[2][4]
- Gesp voor Gevechtsvluchten aan het Front voor jachtvliegers in goud met getal "400"[2][4]
- Duitse Kruis in goud op 28 januari 1944 als Oberleutnant in de II./JG 52[10][2][4]
- Gezamenlijke Piloot-Observatiebadge[2][4]
- Dienstonderscheiding van de Luchtmacht voor (vier dienstjaren)[2]